# Jimena Garcês de Pamplona

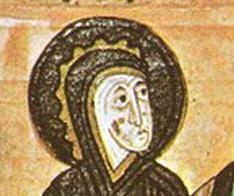

Jimena Garcês de Pamplona (848–912) infanta de Navarra e rainha consorte das Astúrias e Leão (869-910).
A teoria mais aceita sobre a sua origem, levantada por Sánchez-Albórnoz, é a de que ela tenha sido filha do rei de Navarra, Garcia Iñiguez de Pamplona e da sua primeira esposa, Urraca, embora o nome dela não seja mencionado no Códice de Roda.
Em 869 casou-se com o rei das Astúrias Afonso III, do qual teve seis filhos (três dos quais chegaram a ser reis):
- Garcia I (c. 871-914), rei de Leão;
- Ordonho II (c. 873-924), rei da Galiza e de Leão;
- Gonçalo das Astúrias (?-920), arquidiácono de Oviedo;
- Fruela II (c. 875-925), rei das Astúrias e de Leão;
- Ramiro das Astúrias (c. 880-929);